# Soulier d'or belge 1964
Le Soulier d'or 1964 est un trophée individuel, récompensant le meilleur joueur du championnat de Belgique sur l'ensemble de l'année 1964. Ceci comprend donc à deux demi-saisons, la fin de la saison 1963-1964, de janvier à juin, et le début de la saison 1964-1965, de juillet à décembre.

## Lauréat
Il s'agit de la onzième édition du trophée, remporté par l'ailier gauche du RSC Anderlecht Wilfried Puis. Le club mauve et blanc domine le championnat 1964, et l'on retrouve quatre joueurs anderlechtois aux cinq premières places. Seul Jean Nicolay, lauréat l'année précédente, vient troubler la domination bruxelloise. Les votants choisissent d'élire Puis plutôt que Paul Van Himst, pourtant meilleur buteur la saison précédente, sur base de ses nombreuses passes décisives à son coéquipier, à la fois en club et en équipe nationale. Il obtient néanmoins le deuxième plus petit total pour un vainqueur, et le premier depuis Lucien Olieslagers en 1959 à ne pas obtenir 100 points.

## Top 5
| Place | Joueur           | Nationalité | Club(s)           | Points |
| ----- | ---------------- | ----------- | ----------------- | ------ |
| 1.    | Wilfried Puis    |             | RSC Anderlecht    | 98     |
| 2.    | Paul Van Himst   |             | RSC Anderlecht    | 50     |
| 3.    | Jean Nicolay     |             | Standard de Liège | 47     |
| 4.    | Jean Cornelis    |             | RSC Anderlecht    | 39     |
| 5.    | Laurent Verbiest |             | RSC Anderlecht    | 32     |